# Podróż apostolska Franciszka na Węgry
Podróż apostolska papieża Franciszka na Węgry odbyła się w dniach 28–30 kwietnia. Przebiegała pod hasłem „Chrystus jest naszą przyszłością”. Informacja została ogłoszona 27 lutego 2023 przez Biuro Prasowe Stolicy Apostolskiej. Papież Franciszek w trakcie wizyty odwiedził stolicę Węgier – Budapeszt. 
Była to czterdziesta pierwsza podróż apostolska i druga wizyta papieża Franciszka na Węgrzech, po ostatniej która miała miejsce we wrześniu 2021 i trzecia biskupa Rzymu; pierwszy raz dwukrotnie był św. Jan Paweł II (w  1991, 1996). Od inwazji Rosji na Ukrainę po raz pierwszy papież był w kraju, który z nią graniczy. 

## Program pielgrzymki
- 28 kwietnia[9][10][11][12][13]

O 810 nastąpił wylot samolotem z międzynarodowego lotniska Rzym - Fiumicino do Budapesztu. Przylot na międzynarodowe lotnisko w Budapeszcie nastąpił o 1000 i tam nastąpiło oficjalne powitanie papieża. O 1100 na dziedzińcu Pałacu Sándora odbyła się ceremonia powitania. O 1130 wizyta kurtuazyjna u prezydent Węgier, zaś o 1155 spotkanie z premierem Węgier. O 1220 spotkanie papieża w dawnym klasztorze karmelitów z władzami, społeczeństwem obywatelskim i Korpusem Dyplomatycznym, zaś o 1700 spotkanie z biskupami, kapłanami, zakonnikami, seminarzystami i katechistami.
- 29 kwietnia[9][10][11][12][13]

O 845 prywatne spotkanie papieża z dziećmi z instytutu „Błogosławionego László Batthyány-Strattmann", zaś o 1015 w kościele św. Elżbiety Węgierskiej spotkanie papieża z uchodźcami i z ubogimi. O 1130 spotkanie papieża z greckokatolicką wspólnotą parafialną w kościele Opieki Matki Bożej zaś o 1630 w Papp László Budapest Sportaréna spotkanie z młodziężą. O 1800 w Nuncjaturze Apostolskiej prywatne spotkanie papieża z węgierskimi jezuitami.
- 30 kwietnia[9][10][11][12][13]

O 930 na placu Lajosa Kossutha eucharystia pod przewodnictwem papieża Franciszka, po niej modlitwa Regina Coeli, zaś o 1600 spotkanie papieża ze światem akademickim i kultury na Wydziale Informatyki i Nauk Bionicznych Katolickiego Uniwersytetu „Péter Pázmány”. O 1730 na międzynarodowym lotnisku w Budapeszcie nastąpiła ceremonia pożegnalna papieża, gdzie następnie o 1800 samolot z papieżem odleciał do Rzymu. Przylot na lotnisko Rzym/Ciampino nastąpił o 1955.